# Sclerophrys latifrons
Espèce
Synonymes
- Bufo latifrons Boulenger, 1900
- Amietophrynus latifrons (Boulenger, 1900)
- Bufo latifrons mayombensis Hulselmans, 1977

Statut de conservation UICN

 LC  : Préoccupation mineure
Sclerophrys latifrons est une espèce d'amphibiens de la famille des Bufonidae.

## Répartition
Cette espèce se rencontre :
- dans l'Ouest du Cameroun ;
- en Guinée équatoriale au Rio Muni ;
- dans l'Ouest et le centre du Gabon ;
- dans le Sud-Ouest de la République du Congo ;
- dans l'Ouest de la République démocratique du Congo dans la province du Bas-Congo.

Sa présence est incertaine en Angola dans l'enclave de Cabinda et dans le Sud-Est du Nigeria.

## Description
La femelle holotype mesure 73 mm.

## Publication originale
- Boulenger, 1900 : A list of the batrachians and reptiles of the Gaboon (French Congo), with descriptions of new genera and species. Proceedings of the Zoological Society of London, vol. 1900, p. 433-456 (texte intégral).